# Juba II
Juba II (grec antic: Ἰόβας) va ser rei Numídia i de Mauritània. Era fill de Juba I.
Quan el seu pare va morir l'any 46 aC era un infant. Juli Cèsar el va portar presoner a Roma i el va fer participar en el seu triomf. Després va ser ben tractat i va créixer a Itàlia, on va rebre una bona educació i va arribar a ser un dels homes més erudits del seu temps.
Ja adult va ser un dels favorits d'Octavi August al que va acompanyar a la seva expedició a l'Orient. A la mort de Marc Antoni va rebre els favors del guanyador, Octavi, l'any 30 aC, que el va restaurar com a rei de Numídia i la va casar amb Cleòpatra Selene, filla de Marc Antoni i Cleòpatra.
L'any 25 aC August li va bescanviar la Mauritània, que després formaria les futures províncies de Tingitana i Cesariense, per la Numídia, que va ser una altra vegada província romana. Algunes tribus dels gètuls van ser incloses al seu regne i durant el seu llarg regnat només consta una revolta, precisament d'aquest gètuls, revolta que no obstant no va ser gaire important però que Juba no va poder sufocar i va haver de rebre ajut de l'exèrcit romà sota el general Cos Corneli Lèntul (Cossus) que només va aconseguir la victòria després d'una tenaç lluita, que li va valer el renom de Getúlic.
La data de la seva mort no es coneix, però Estrabó escriu cap a l'any 20: «Juba, mort fa poc», i hi ha monedes del seu 48è any de regnat (any 18), i probablement la mort es va produir el mateix any 18 o potser l'any 19.
El seu regnat va ser en general pacífic, i va fer obres importants com la construcció de la ciutat d'Iol, una vila de tercer ordre que es va convertir en una veritable ciutat amb un bon port, anomenada Cesarea, que va esdevenir la seva capital i ho va seguir sent després. Els seus súbdits el van adorar després de mort. En vida va ser a més a més, duumvir a Gades i a Cartago Nova, i va tenir una estàtua a Atenes.

## Obres
Va deixar escrites algunes obres, entre elles:
- 1. Una història d'Àfrica que en grec s'anomenava Αιβυκά segons Plutarc o περὶ Λιβύης συγγράμματα, segons Ateneu de Naucratis, on va usar diverses autoritats púniques avui perdudes. Plini el Vell va utilitzar aquest text, sense citar-lo, per escriure diverses parts de la seva Naturalis Historia, sobretot allò referent als elefants i als lleons, i a la teoria de l'origen del Nil, que Plini diu que ho va treure de fonts púniques.
- 2. Περὶ Ἀσσυρίων en dos llibres, on seguia l'autoritat de Berós.
- 3. Una història d'Aràbia, que va dedicar a Gai Agripa, net d'Octavi, quan va ser enviat a una expedició a l'Orient l'any 1 aC. Sembla que contenia una descripció general del país i tot el que llavors es coneixia pel que fa a la seva geografia. Plini diu que era el relat més fiable d'aquelles regions que ell coneixia.
- 4. Πωμανκὴ ἱστορία, citat moltes vegades per Esteve de Bizanci. Plutarc el va utilitzar per elaborar la seva història de Juba, sense citar-lo.
- 5. Ὁμοιότητες, que sembla que era un llibre on comparava els costums dels romans amb els dels grecs, o potser estudiava les paraules sinònimes entre les dues llengües.
- 6. Θεατρικὴ ῾ιστορία, possiblement una història del teatre, que citen Ateneu de Nàucratis i Foci. Havia de ser una obra extensa, ja que Foci esmenta un volum disset. Pel que se'n sap feia referència als temes relacionats amb l'escenografia i sobre la música i els instruments que s'usaven al teatre.
- 7. Περὶ ψραφικῆς, o περὶ Ζωψράφων No és clar si els dos títols es refereixen a la mateixa obra. Probablement era una història de la pintura que incloïa les biografies dels pintors més famosos.
- 8. Περὶ φθορᾶς γεξέως, un tractat lexicogràfic del que Foci en cita el segon volum. També en parla l'enciclopèdia Suides.
- 9. Un tractat de medicina
- 10. Un tractat de botànica. Aquests dos breus tractats fan referència a la planta anomenada Euforbia, que el rei Juba va descobrir a les muntanyes de l'Atles, i a la que s'atribuïen moltes qualitats curatives.[1]